# دیرک‌لی (آماسیه)
دیرک‌لی (به ترکی استانبولی: Direkli) یک منطقهٔ مسکونی در ترکیه است که در آماسیه واقع شده‌است.